# Bàu Năng
Bàu Năng là một xã thuộc huyện Dương Minh Châu, tỉnh Tây Ninh, Việt Nam.

## Địa lý
Xã Bàu Năng nằm ở phía tây huyện Dương Minh Châu, có vị trí địa lý:
- Phía đông giáp xã Chà Là
- Phía tây giáp thành phố Tây Ninh
- Phía nam giáp thị xã Hòa Thành
- Phía bắc giáp thành phố Tây Ninh và xã Phan.

Xã Bàu Năng có diện tích 18,02 km², dân số năm 2019 là 19.740 người, mật độ dân số đạt 1.096 người/km².

## Hành chính
Xã Bàu Năng được chia thành 6 ấp: Ninh An, Ninh Bình, Ninh Hiệp, Ninh Hòa, Ninh Phú, Ninh Thuận.